# Masters di Formula 3
Il Masters di Formula 3 è stata una gara di Formula 3 a cadenza annuale, di norma svoltasi sul circuito olandese di Zandvoort.

## Storia
La manifestazione nasce nel 1991, anno successivo alla sospensione della Coppa Europa di F3, gara in prova unica valida per il titolo europeo, ponendosi quindi come nuova occasione di confronto tra i piloti dei diversi campionati nazionali europei. La competizione ha sempre avuto grande partecipazione da parte di piloti provenienti da tutti i campionati europei di F3 e non ha risentito della concorrenza del Gran Premio di Pau, gara del Campionato francese per la quale la FIA, tra il 1999 e il 2002, aveva ripristinato la titolazione di Coppa Europa di F3. Anche con l'avvento del nuovo campionato F3 Euro Series, nato dall'unione dei campionati tedesco e francese, che, pur avendo appuntamenti in vari paesi europei, non ha inserito il Master di Zandvoort nel suo calendario, non è diminuito l'interesse per la manifestazione.
L'evento ha ricevuto dalla sua prima edizione fino a quella del 2005 la sponsorizzazione della Marlboro, mentre negli anni successivi, visto il bando dell'Unione europea per tutte le forme di pubblicità delle sigarette, ha avuto come title sponsor la British Petroleum, RTL e Tango.
Nel 2007 e 2008, a causa di restrizioni per il rumore nell'area di Zandvoort, la gara si è svolta sul circuito belga di Zolder, tornando poi dal 2009 nella sua sede originale, che ha mantenuto fino al 2016, anno dell'ultima gara disputata.

## Albo d'oro
| Anno | Vincitore          | Secondo             | Terzo                 |  | Pole position       | Giro più veloce     |
| ---- | ------------------ | ------------------- | --------------------- |  | ------------------- | ------------------- |
| 1991 | David Coulthard    | Jordi Gené          | Marcel Albers         |  | Rubens Barrichello  | Rubens Barrichello  |
| 1992 | Pedro Lamy         | Diogo Castro Santos | Gil de Ferran         |  | Kelvin Burt         | Kelvin Burt         |
| 1993 | Jos Verstappen     | Paolo Coloni        | Michael Krumm         |  | Jos Verstappen      | Michael Krumm       |
| 1994 | Gareth Rees        | Jörg Müller         | Sascha Maassen        |  | Jörg Müller         | Sascha Maassen      |
| 1995 | Norberto Fontana   | Ralf Schumacher     | Hélio Castroneves     |  | Norberto Fontana    | Ralf Schumacher     |
| 1996 | Kurt Mollekens     | Jonny Kane          | Nick Heidfeld         |  | Kurt Mollekens      | Kurt Mollekens      |
| 1997 | Tom Coronel        | Sébastien Philippe  | Mark Webber           |  | Sébastien Philippe  | Sébastien Philippe  |
| 1998 | David Saelens      | Enrique Bernoldi    | Mario Haberfeld       |  | David Saelens       | David Terrien       |
| 1999 | Marc Hynes         | Thomas Mutsch       | Etienne van der Linde |  | Thomas Mutsch       | Marc Hynes          |
| 2000 | Jonathan Cochet    | Ben Collins         | Tomas Scheckter       |  | Jonathan Cochet     | Jonathan Cochet     |
| 2001 | Takuma Satō        | André Lotterer      | Anthony Davidson      |  | Takuma Sato         | Takuma Sato         |
| 2002 | Fabio Carbone      | Olivier Pla         | Tristan Gommendy      |  | Fabio Carbone       | Bruce Jouanny       |
| 2003 | Christian Klien    | Nelson Piquet Jr.   | Ryan Briscoe          |  | Nelson Piquet Jr.   | Ryan Briscoe        |
| 2004 | Alexandre Prémat   | Éric Salignon       | Adam Carroll          |  | Alexandre Prémat    | Éric Salignon       |
| 2005 | Lewis Hamilton     | Adrian Sutil        | Lucas Di Grassi       |  | Lewis Hamilton      | Lewis Hamilton      |
| 2006 | Paul di Resta      | Giedo van der Garde | Sébastien Buemi       |  | Giedo van der Garde | Giedo van der Garde |
| 2007 | Nicolas Hülkenberg | Yann Clairay        | Jean-Karl Vernay      |  | Romain Grosjean     | James Jakes         |
| 2008 | Jules Bianchi      | Nicolas Hülkenberg  | Jon Lancaster         |  | Nicolas Hülkenberg  | Max Chilton         |
| 2009 | Valtteri Bottas    | Mika Mäki           | Stefano Coletti       |  | Valtteri Bottas     | Valtteri Bottas     |
| 2010 | Valtteri Bottas    | Alexander Sims      | Marco Wittmann        |  | Alexander Sims      | Jean-Éric Vergne    |
| 2011 | Felix Rosenqvist   | Marco Wittmann      | Kevin Magnussen       |  | Roberto Merhi       | Felix Rosenqvist    |
| 2012 | Daniel Juncadella  | Raffaele Marciello  | Hannes van Asseldonk  |  | Daniel Juncadella   | Daniel Juncadella   |
| 2013 | Felix Rosenqvist   | Alex Lynn           | Emil Bernstorff       |  | Felix Rosenqvist    | Felix Rosenqvist    |
| 2014 | Max Verstappen     | Steijn Schothorst   | Nabil Jeffri          |  | Max Verstappen      | Indy Dontje         |
| 2015 | Antonio Giovinazzi | George Russell      | Sérgio Sette Câmara   |  | Antonio Giovinazzi  | Antonio Giovinazzi  |
| 2016 | Joel Eriksson      | Callum Ilott        | Niko Kari             |  | Joel Eriksson       | Guanyu Zhou         |